# Buczyna (województwo dolnośląskie)
Buczyna – wieś w Polsce położona w województwie dolnośląskim, w powiecie polkowickim, w gminie Radwanice.

## Podział administracyjny

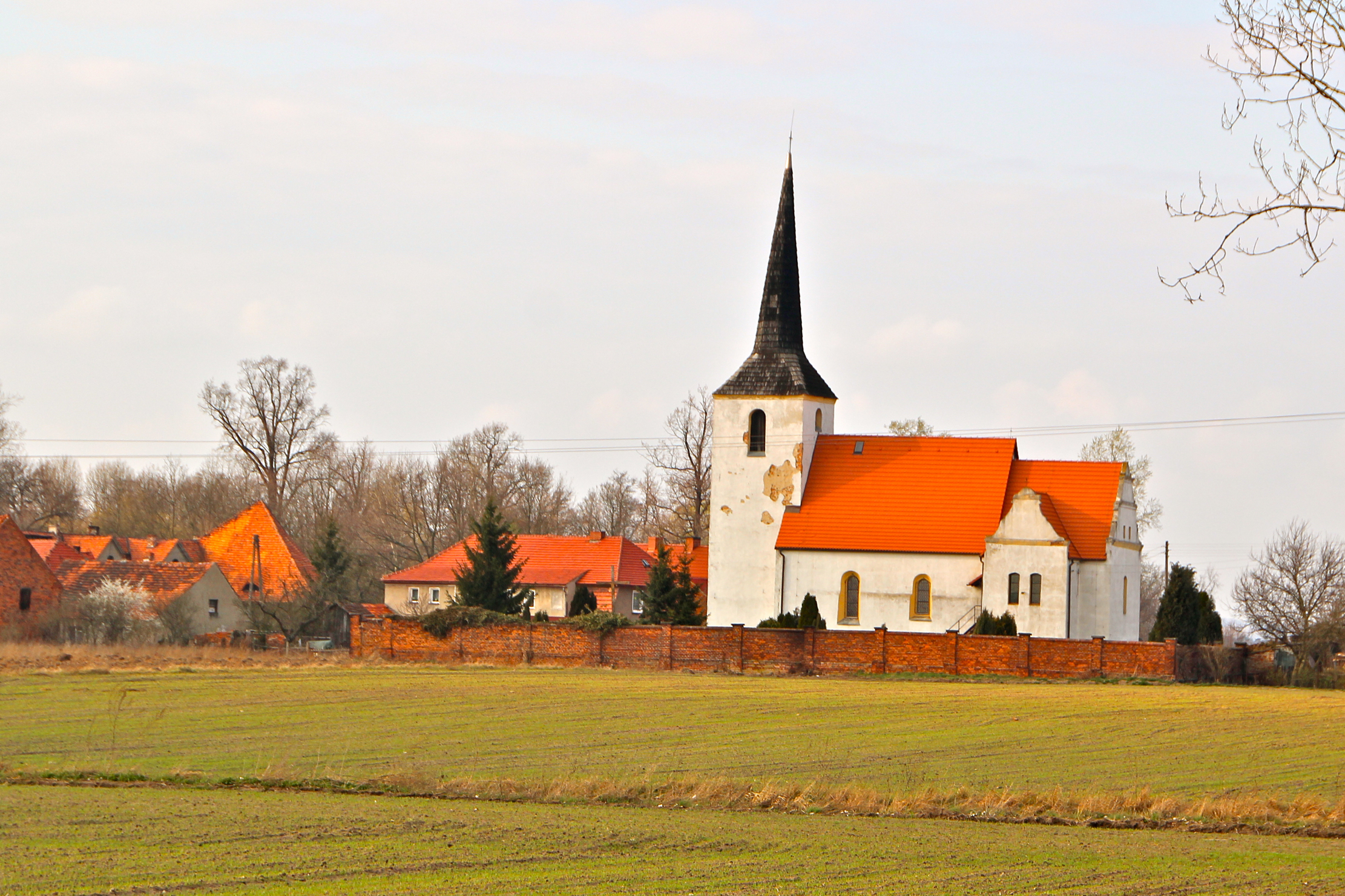
Kościół pw. św. Bartłomieja

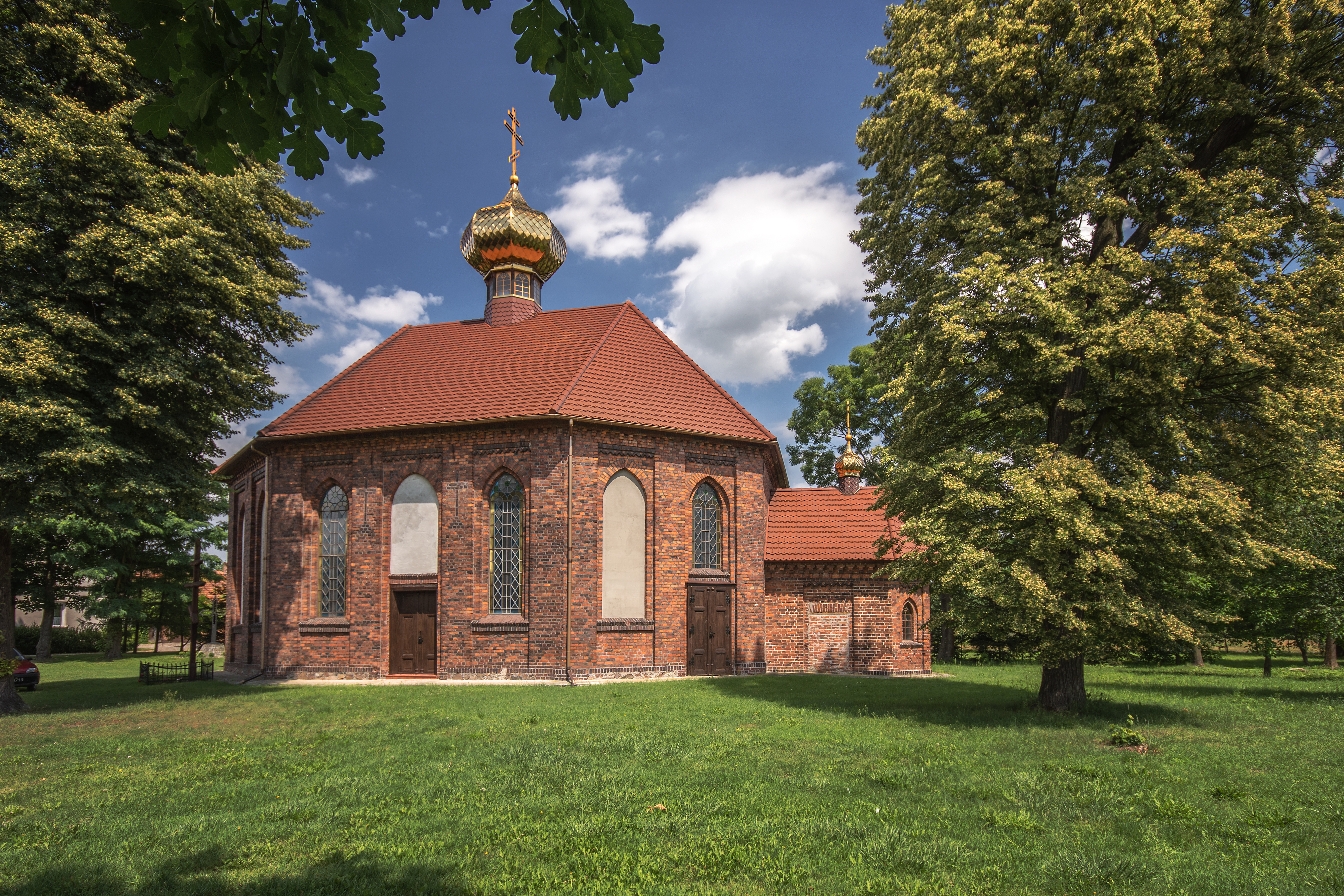
Cerkiew prawosławna pw. św. Dymitra

W latach 1975–1998 miejscowość administracyjnie należała do województwa legnickiego.

## Zabytki
Do wojewódzkiego rejestru zabytków wpisane są:
- kościół katolicki filialny pw. św. Bartłomieja, z XV/XVI w.
- cmentarz parafialny, przy kościele, z XIV w.
- cmentarz ewangelicki, obecnie prawosławny, z 1910 r.
- plebania (nr 46), z pierwszej połowy XIX w.
- park, z XIX w.
- dom nr 1, z początku XIX w.

inne zabytki:
- cerkiew prawosławna pw. św. Dymitra, parafialna, murowana, w dawnym kościele ewangelickim

## Sport
Znajduje się tam drużyna piłkarska, od 1998 roku pod nazwą Klub Sportowy Zadzior Buczyna (boisko o wymiarach 105 × 68 m, pojemność widowni: 150 miejsc). Zespół współzawodniczy w klasie okręgowej, grupa Legnica. Największym sukcesem zespołu było zajęcie 1. miejsca w sezonie 2020/2021 oraz 2. miejsce w Finale Okręgowego Pucharu Polski w sezonie 2012/2013.